# Laugh Track
Laugh Track è il decimo album in studio del gruppo musicale statunitense The National, pubblicato nel 2023.

## Tracce
1. Alphabet City – 3:44
2. Deep End (Paul's in Pieces) – 4:29
3. Weird Goodbyes – 5:03
4. Turn Off the House – 4:35
5. Dreaming – 3:46
6. Laugh Track – 4:24
7. Space Invader – 6:58
8. Hornets – 4:35
9. Coat on a Hook – 4:58
10. Tour Manager – 4:26
11. Crumble – 4:35
12. Smoke Detector – 7:47

## Formazione
- Matt Berninger – voce
- Aaron Dessner – chitarra, tastiera, cori
- Bryce Dessner – chitarra, tastiera, cori
- Bryan Devendorf – batteria, percussioni, programmazione, cori
- Scott Devendorf – basso, cori
- Phoebe Bridgers – voce (traccia 6)
- Rosanne Cash – voce (11)
- London Contemporary Orchestra – archi (3)
- Justin Vernon – voce (3)